# Trentepohlia mediofusca
Trentepohlia mediofusca är en tvåvingeart som beskrevs av Alexander 1960. Trentepohlia mediofusca ingår i släktet Trentepohlia och familjen småharkrankar.
Artens utbredningsområde är Madagaskar. Inga underarter finns listade i Catalogue of Life.